# Хосокава Сумимото
Хосокава Сумимото (細川 澄元?, 1489 — 24 июня 1520 года) — японский государственный и военный деятель, канрэй (главный советник сёгуна) (1507—1508).

## Биография
Младший сын Хосокава Ёсихару (1468—1495), даймё провинции Ава на острове Сикоку. Был усыновлен своим родственником и канрэем Хосокава Масамото (1466—1507), сыном и наследником Хосокава Кацумото, одного из организаторов «Войны годов Онин».
Масамото был гомосексуалистом, никогда не был женат и не имел собственных детей. Вначале он усыновил Сумиюки, отпрыска аристократического рода Кудзё, а когда его выбор вызвал недовольство со стороны старших вассалов дома Хосокава, Масамото усыновил и назначил своим наследником Хосокава Сумимото. Сумимото происходил из рода Хосокава, проживавшего в провинции Ава на острове Сикоку. Между сторонниками Сумиюки и Сумимото началась борьба за наследство.
В 1504 году против Хосокава Масамото восстал его вассал Якусидзи Мотоити, который намеревался заменить Масамото на Сумимото. Восстание закончилось неудачей, Масамото разбил силы Якусидзи в Киото и отрубил 114 голов. В 1506 году другой вассал рода Хосокава, Миёси Юкинага, действуя от имени Сумимото, выступил на Киото, но был разбит. 1 августа 1507 года канрэй Хосокава Масамото был убит. Хосокава Сумиюки, Кодзаи Мотонага со своими людьми ворвались в баню, где мылся Масамото, и отрубили ему голову. После гибели Масамото новым главой рода Хосокава и канрэем сёгуната был провозглашён Хосокава Сумиюки, но правление продолжалось около шести недель. Кодзаи Мотонага, сторонник Сумиюки, выступил против Сумимото, который бежал в город Кога в провинции Оми, где получил убежище у местного даймё Роккау Такаёри.
В том же 1507 году могущественый даймё Миёси Юкинага (Нагатэру) собрал войско в провинции Сэтцу и выступил против нового канрэя Сумиюки. Хосокава Сумиюки покончил жизнь самоубийством. Хосокава Сумимото был провозглашен главой рода Хосокава. Будучи еще подростком, Сумимото был пожалован титулом канрёя и унаследовал все владения Хосокава на острове Сикоку. Его правление продолжалось чуть более девяти месяцев.
Однако у Сумимото остался еще одни крупный противник — Хосокава Такакуни (1484—1531), усыновленный Хососкава Масамато. Такакуни бежал вместе с сёгуном Асикага Ёситанэ в провинцию Суо, где получил поддержку крупного даймё Оути Ёсиоки. В 1508 году Ёсиоки собрал армию и выступил в поход на восток, в сторону Киото. Хосокава Сумимото планировал встретить его в провинции Сэтцу, но силы Ёсиоки были велики, что Сумимото не решился напасть на него и бежал в провинцию Ава вместе с Миёси Юкинага. В том же 1508 году Оути Ёсиоки вступил в Киото и провозгласил сёгуном изгнанного ранее Асикага Ёситанэ. Хосокава Такакуни сменил Сумимото в качестве канрэя и главы рода Хосокава, он оставался на этом посту до 1527 года.
В 1511 году Хосокава Сумимото вернулся в Киото, опираясь на армию своего родственника Хосокава Масаката, но был разбит Оути Ёсиоки в битве при Фунаокаяма и вторично бежал на остров Сикоку.
В 1518 году Оути Ёсиоки удалился из Киото в Ямагути, чтобы сохранить свою собственную власть. В следующем 1519 года Хосокава Сумимото при поддержке Миёси Юкинага вновь попытался захватить Киото и удержаться в столице, но был разбит объединенными силами Хосокава Такакуни и Роккару Садаёри. Миёси Юкинага был взят в плен и вынужден совершить харакири. После разгрома Миёси Юкинага Хосокава Сумимото бежал из столицы в свою родную провинцию Ава на острове Сикоку, где в следующем году скончался.